# Mac & Devin Go to High School
Mac & Devin Go to High School ist ein Gemeinschaftsalbum der US-amerikanischen Rapper Snoop Dogg und Wiz Khalifa, zudem stellt das Album den Soundtrack zum gleichnamigen Film dar, der am 3. Juli 2012 veröffentlicht wurde.

## Hintergrund
Snoop Dogg machte im Januar 2011 erstmals seine Pläne öffentlich, einen Film zu drehen. Zudem gab er bekannt, zusammen mit Wiz Khalifa einen Soundtrack zu diesem Film aufzunehmen, bei dem das Lied That Good die Lead-Single werden sollte. Ursprünglich sollte der Film mittels Direct-to-Video am 20. April 2011 erscheinen.

## Titelliste
| #   | Titel                                            | Autor(en)                                                                    | Produzent(en)           | Länge |
| --- | ------------------------------------------------ | ---------------------------------------------------------------------------- | ----------------------- | ----- |
| 1.  | Smokin’ On (featuring Juicy J)                   | Calvin Broadus, Cameron Thomaz, Jordan Houston, Christopher Golson           | Drumma Boy              | 4:25  |
| 2.  | I Get Lifted (featuring LaToija Williams)        | Calvin Broadus, Cameron Thomaz, Warren Griffin                               | Warren G                | 4:52  |
| 3.  | You Can Put it in a Zag, I’mma Put it in a Blunt | Calvin Broadus, Cameron Thomaz, Aleksander Manfredi                          | Exile                   | 3:19  |
| 4.  | 6:30                                             | Calvin Broadus, Cameron Thomaz, Dominick Lamb                                | Nottz                   | 4:10  |
| 5.  | Talent Show                                      | Calvin Broadus, Cameron Thomaz, Jesse Wilson, Anthony Reyes                  | Jesse „Corparal“ Wilson | 4:35  |
| 6.  | Let’s Go Study                                   | Calvin Broadus, Cameron Thomaz, Jacob Dutton                                 | Jake One                | 4:05  |
| 7.  | Young, Wild & Free (featuring Bruno Mars)        | Calvin Broadus, Cameron Thomaz, Peter Hernandez, Philip Lawrence, Ari Levine | The The Smeezingtons    | 3:27  |
| 8.  | OG (featuring Curren$y)                          | Eric Dan, Jeremy Kulousek, Cameron Thomaz, Shante Franklin                   | I.D. Labs               | 4:58  |
| 9.  | French Inhale (featuring Mike Posner)            | Calvin Broadus, Cameron Thomaz, Jacob Dutton, Michael Posner                 | Jake One                | 2:39  |
| 10. | It Could Be Easy                                 | Calvin Broadus, Cameron Thomaz, Larrance Dopson, Lamar Edwards               | 1500 or Nothin’         | 4:48  |
| 11. | World Class                                      | Calvin Broadus, Cameron Thomaz                                               | Cardo                   | 3:30  |
| 12. | That Good                                        | Calvin Broadus, Cameron Thomaz                                               | Cardo                   | 3:48  |
|     | iTunes-Bonus-Track                               |                                                                              |                         |       |
| 13. | High School                                      | Calvin Broadus, Cameron Thomaz, Nikko Bailey                                 | Neako                   | 3:28  |
| 14. | Dev’s Song (nur bei Vorbestellung)               | Cameron Thomaz, Eric Dan, Jeremy Kulousek                                    | I.D. Labs               | 4:30  |

## Singleauskopplungen
Als erste Single wurde am 11. Oktober 2011 das Lied Young, Wild & Free veröffentlicht, bei dem Popsänger Bruno Mars als Gastmusiker zu hören ist. Nachdem es in der ersten Woche rund 159.000-mal verkauft worden war, stieg es auf Platz zehn der Billboard Hot 100 ein. Auch in der Schweiz und im Vereinigten Königreich platzierte sich das Lied in den Charts. Am 19. Oktober wurde auch ein Musikvideo zu der Single gedreht.
| ChartsChartplatzierungen       | Höchstplatzierung | Wochen |
| ------------------------------ | ----------------- | ------ |
| Deutschland (GfK)              | 15 (25 Wo.)       | 25     |
| Österreich (Ö3)                | 17 (18 Wo.)       | 18     |
| Schweiz (IFPI)                 | 6 (36 Wo.)        | 36     |
| Vereinigte Staaten (Billboard) | 7 (32 Wo.)        | 32     |
| Vereinigtes Königreich (OCC)   | 44 (7 Wo.)        | 7      |

## Rezensionen
Bei der von Metacritic veröffentlichten Zusammenfassung einiger Kritiken erreichte das Album rund 68 % im Metascore. Das The A.V. Club-Magazin bewertete das Album mit B+ und schrieb, dass Cheech und Chong, die vor einigen Jahren einen ähnlichen Film drehten, sich an dem Album ein Beispiel nehmen könnten. Hip Hop DX schrieb, dass der Soundtrack überraschend angenehm anzuhören ist, es hierbei jedoch auch Ausnahmen gibt. Die Website DJ Booth erwähnte in ihrer Rezension, dass man nicht zu viel über das Album nachdenken solle, es sei jedoch besser als erwartet.

## Kommerzieller Erfolg

### Chartplatzierungen
Das Album stieg nach der Veröffentlichung mit 40.000 verkauften Einheiten auf Rang 29 in den Billboard 200 ein, was zugleich die beste Platzierung darstellt.
| ChartsChartplatzierungen       | Höchstplatzierung | Wochen |
| ------------------------------ | ----------------- | ------ |
| Vereinigte Staaten (Billboard) | 29 (14 Wo.)       | 14     |

### Auszeichnungen für Musikverkäufe
| Land/Region               | Auszeichnungen für Musikverkäufe (Land/Region, Auszeichnung, Verkäufe) | Verkäufe |
| ------------------------- | ---------------------------------------------------------------------- | -------- |
| Neuseeland (RMNZ)         | Platin                                                                 | 15.000   |
| Vereinigte Staaten (RIAA) | Gold                                                                   | 500.000  |
| Insgesamt                 | 1× Gold · 1× Platin ·                                                  | 515.000  |

Hauptartikel: Snoop Dogg/Auszeichnungen für Musikverkäufe